# Parahyparrhenia annua
Parahyparrhenia annua är en gräsart som först beskrevs av Eduard Hackel, och fick sitt nu gällande namn av Clayton. Parahyparrhenia annua ingår i släktet Parahyparrhenia och familjen gräs. Inga underarter finns listade i Catalogue of Life.